# Nimtofte Sogn
Nimtofte Sogn var et sogn i Syddjurs Provsti (Århus Stift). 27. november 2016 (1. søndag i advent) blev sognet lagt sammen med Tøstrup Sogn til Nimtofte-Tøstrup Sogn.
I 1800-tallet var Tøstrup Sogn anneks til Nimtofte Sogn. Begge sogne hørte til Djurs Nørre Herred i Randers Amt. Nimtofte-Tøstrup sognekommune blev ved kommunalreformen i 1970 indlemmet i Midtdjurs Kommune, som ved strukturreformen i 2007 indgik i Syddjurs Kommune.
I Nimtofte Sogn ligger Nimtofte Kirke.
I sognet findes følgende autoriserede stednavne:
- Battrupholt (bebyggelse, ejerlav)
- Langby (bebyggelse)
- Mogenstrup (bebyggelse, ejerlav)
- Møllemarken (bebyggelse)
- Nimtofte (bebyggelse, ejerlav)
- Ny Kolstrup (bebyggelse)
- Sjørup (bebyggelse, ejerlav)
- Skoffergårde (bebyggelse)
- Svenstrup (bebyggelse, ejerlav)
- Sønderskov (bebyggelse)
- Østenfjeld (bebyggelse)